# Bałuty Zachodnie
Bałuty Zachodnie – jedno ze słabiej zaludnionych osiedli administracyjnych w dawnej dzielnicy Łodzi - Bałuty, zamieszkiwane przez 6 733 osoby.

## Położenie i granice
Osiedle Bałuty Zachodnie położone jest na północno-zachodnich peryferiach miasta. Jego północną, zachodnią i fragment południowej granicy wyznaczają granice administracyjne miasta Łodzi. Granica południowa przebiega ulicą Szczecińską do skrzyżowania z Aleksandrowską, gdzie skręca w kierunku wschodnim i biegnie do skrzyżowania z aleją Włókniarzy. Granica wschodnia przebiega aleją Włókniarzy do koryta rzeki Sokołówki, którym przebiega w kierunku północno-zachodnim aż do torów kolejowych relacji Łódź Kaliska - Zgierz, którymi dociera do granicy miasta.

## Charakter osiedla
Z osiedla Bałuty Zachodnie widocznie wyodrębnia się osiedle o charakterze przemysłowym - Teofilów Przemysłowy. Na osiedlu tym znajduje się wiele zakładów przemysłowych, magazynów, ale także sklepów i hurtowni, oraz elektrociepłownia EC3. Swoje placówki ma tu wiele dużych firm (wśród nich Rossmann, ABB Elta, „Stomil”) i wiele mniejszych. 
Pozostałą część stanowi obszar z typową zabudową podmiejską gęstszą na południu i rzadszą na północy, gdzie niektóre obszary mają nawet charakter wiejski. Dawniej na tym obszarze znajdowały się podłódzkie wsie, które zostały wchłonięte do Łodzi po II wojnie światowej i mające aktualnie charakter osiedli: Romanów, Kochanówka, Mikołajew, Kały, Sokołów, Borowiec, Marianów, Piskowiec i Huta Aniołów. Obszar ten charakteryzuje się dużą ilością nieużytków i małą gęstością zabudowy. Przepływają przez niego liczne cieki, z których największym jest Sokołówka wraz ze swoimi dopływami: Aniołówką i Zimną Wodą. Na przełomie XX i XXI wieku, niedaleko dawnej wsi Romanów powstało osiedle domów wielorodzinnych – Zielony Romanów.

### Handel
W zachodniej części osiedla nie funkcjonują większe centra handlowe lub hipermarkety, jedynie na Teofilowie Przemysłowym znajdują się m.in. sklepy z meblami, artykułami remontowymi i ogrodowymi (OBI, Agata Meble, Jula) oraz hipermarkety (Carrefour).

### Ochrona zdrowia
Na terenie osiedla Bałuty Zachodnie znajduje się Specjalistyczny Szpital Psychiatryczny im. Józefa Babińskiego.

### Oświata
Z powodu małej gęstości zaludnienia na terenie osiedla nie ma wielu jednostek oświatowych. Funkcjonuje tutaj jedna szkoła podstawowa (Szkoła Podstawowa nr 116 im. Aleksego Rżewskiego) oraz dwie szkoły średnie (XV Liceum Ogólnokształcące im. Jana Kasprowicza oraz Zespół Szkół Edukacji Technicznej im. Marszałka Józefa Piłsudskiego).

### Parki
Jedynym parkiem na terenie osiedla jest Park im. Armii Łódź w rejonie ulicy Spadkowej na osiedlu Kochanówka. Mimo tego osiedle bogate jest w tereny zielone - łąki i zadrzewienia. Ponadto w północnej części osiedla powstał Zespół Przyrodniczo-Krajobrazowy „Dolina Sokołówki” obejmujący dolinę cieku Sokołówki wraz z trzema zbiornikami na tej rzece: Pabianka, Żabieniec i Szczecińska.

### Cmentarze
Na terenie osiedla znajduje się jeden ważniejszych kompleksów cmentarnych w Łodzi: cmentarz Szczecińska składający się z cmentarza komunalnego oraz Cmentarza Rzymskokatolickiego pw. Matki Boskiej Nieustającej Pomocy.

### Religia
Na osiedlu Bałuty Zachodnie znajduje się jeden katolicki kościół parafialny - Kościół pw. Matki Boskiej Nieustającej Pomocy.

### Komunikacja
Głównymi ulicami osiedla są ulica Aleksandrowska (droga krajowa nr 72) o osi wschód-zachód, a także ulica Szczecińska o osi północ-południe. Ponadto głównymi ulicami na Teofilowie Przemysłowym są ulice: Szparagowa, Świętej Teresy od Dzieciątka Jezus, Traktorowa, Brukowa, Pojezierska, Wersalska i Kaczeńcowa. 
Przez teren osiedla będzie przebiegać droga ekspresowa S14, zwana zachodnią obwodnicą Łodzi. W południowej części osiedla będzie znajdował się węzeł z drogą krajową nr 71 - Łódź Teofilów. Budowa drogi ma się zakończyć w 2023 roku.
Osiedle jest dobrze skomunikowane, gdyż przez środek osiedla przebiega głównych ciąg komunikacyjny między Łodzią a sąsiednim Aleksandrowem Łódzkim. Przez osiedle kursują linie autobusowe MPK.
Na osiedlu znajduje się również pętla tramwajowa "Kochanówka".